# بيرني تاماميس
بيرني تاماميس (بالإسبانية: Berni Tamames)‏ مواليد 15 أغسطس 1973 في لاردة، إسبانيا، هو لاعب كرة سلة إسباني بدأ مسيرته الاحترافية في سنة 1992. يبلغ طوله 6 قدم 10 بوصة (2.1 م). اعتزل اللعب في 2007. لعب مع نادي برشلونة لكرة السلة، سي بي غران كناريا ونادي إشبيلية لكرة السلة.

## روابط خارجية
- بيرني تاماميس على موقع الدوري الإسباني لكرة السلة (الإسبانية)
- بيرني تاماميس على موقع كرة السلة الأوروبية.كوم (الإنجليزية)
- بيرني تاماميس على موقع ريلجم (الإنجليزية)
- بيرني تاماميس على موقع بروبوليرز (الإنجليزية)
- بيرني تاماميس على موقع سبورتس رفرنس (الإنجليزية)